# Микола Болотнюк
Микола Болотнюк (нар. 15 березня 1989) — український та словацький борець вільного стилю, учасник чемпіонатів світу, Європи та Європейських ігор, багаторазовий призер престижних міжнародних турнірів. Майстер спорту України.

## Життєпис
Боротьбою почав займатися з 2002 року. Вихованець Здолбунівської дитячо-юнацької спортивної школи. Випускник Львівського фахового коледжу спорту 2009 року. Був членом кадетської та юнацької збірної України. У 2006 році став срібним призером чемпіонату Європи серед кадетів. З 2012 року почав захищати кольори збірної Словаччини. У її складі взяв участь у чотирьох чемпіонатах світу (найкращий результат — 9 місце на чемпіонаті світу з боротьби 2017 року), шести чемпіонатах Європи (найкращий результат — 5 місце на чемпіонаті Європи з боротьби 2014 року), Європейських іграх 2015 року (9 місце). Двічі намагався кваліфікуватися на Олімпійські ігри — у 2012 та 2016, але безуспішно.
Виступав за спортивний клуб «Vihorlac» Снина. Тренер — Ерік Кап (з 2013).

## Спортивні результати на міжнародних змаганнях

### Виступи на Чемпіонатах світу
| Змагання                        | Збірна     | Вагова категорія          | Місце |
| ------------------------------- | ---------- | ------------------------- | ----- |
| Чемпіонат світу з боротьби 2013 | Словаччина | вільна боротьба, до 60 кг | 12    |
| Чемпіонат світу з боротьби 2014 | Словаччина | вільна боротьба, до 61 кг | 14    |
| Чемпіонат світу з боротьби 2015 | Словаччина | вільна боротьба, до 61 кг | 16    |
| Чемпіонат світу з боротьби 2017 | Словаччина | вільна боротьба, до 61 кг | 9     |

### Виступи на Чемпіонатах Європи
| Змагання                         | Збірна     | Вагова категорія          | Місце |
| -------------------------------- | ---------- | ------------------------- | ----- |
| Чемпіонат Європи з боротьби 2012 | Словаччина | вільна боротьба, до 60 кг | 16    |
| Чемпіонат Європи з боротьби 2013 | Словаччина | вільна боротьба, до 60 кг | 7     |
| Чемпіонат Європи з боротьби 2014 | Словаччина | вільна боротьба, до 65 кг | 5     |
| Чемпіонат Європи з боротьби 2016 | Словаччина | вільна боротьба, до 65 кг | 23    |
| Чемпіонат Європи з боротьби 2017 | Словаччина | вільна боротьба, до 61 кг | 10    |
| Чемпіонат Європи з боротьби 2018 | Словаччина | вільна боротьба, до 65 кг | 14    |

### Виступи на Європейських іграх
| Змагання              | Збірна     | Вагова категорія          | Місце |
| --------------------- | ---------- | ------------------------- | ----- |
| Європейські ігри 2015 | Словаччина | вільна боротьба, до 61 кг | 9     |

### Виступи на інших змаганнях
| Змагання                                                         | Збірна     | Вагова категорія          | Місце  |
| ---------------------------------------------------------------- | ---------- | ------------------------- | ------ |
| Меморіал Вацлава Циолковського 2011                              | Україна    | вільна боротьба, до 60 кг | 15     |
| Київський Міжнародний турнір з боротьби 2012                     | Словаччина | вільна боротьба, до 60 кг | 25     |
| Олімпійський кваліфікаційний турнір з боротьби 2012 (Софія)      | Словаччина | вільна боротьба, до 60 кг | 12     |
| Олімпійський кваліфікаційний турнір з боротьби 2012 (Гельсінкі)  | Словаччина | вільна боротьба, до 60 кг | 10     |
| Турнір Яшара Догу 2013                                           | Словаччина | вільна боротьба, до 60 кг | 12     |
| Турнір Олександра Медведя 2013                                   | Словаччина | вільна боротьба, до 60 кг | 5      |
| Гран-прі Німеччини з боротьби 2013                               | Словаччина | вільна боротьба, до 60 кг | Срібло |
| Гран-прі Іспанії з боротьби 2013                                 | Словаччина | вільна боротьба, до 60 кг | Срібло |
| Меморіал Вацлава Циолковського 2013                              | Словаччина | вільна боротьба, до 60 кг | 5      |
| Золотий Гран-прі з боротьби 2014 (Париж)                         | Словаччина | вільна боротьба, до 61 кг | 8      |
| Турнір Дана Колова — Николи Петрова 2014                         | Словаччина | вільна боротьба, до 61 кг | 12     |
| Гран-прі Німеччини з боротьби 2014                               | Словаччина | вільна боротьба, до 61 кг | Срібло |
| Золотий Гран-прі з боротьби 2014 (Баку)                          | Словаччина | вільна боротьба, до 61 кг | 5      |
| Турнір Олександра Медведя 2015                                   | Словаччина | вільна боротьба, до 61 кг | 8      |
| Турнір Яшара Догу 2015                                           | Словаччина | вільна боротьба, до 61 кг | 14     |
| Турнір Дана Колова — Николи Петрова 2015                         | Словаччина | вільна боротьба, до 61 кг | Бронза |
| Меморіал Вацлава Циолковського 2015                              | Словаччина | вільна боротьба, до 65 кг | 7      |
| Турнір Дана Колова — Николи Петрова 2016                         | Словаччина | вільна боротьба, до 65 кг | 11     |
| Олімпійський кваліфікаційний турнір з боротьби 2016 (Улан-Батор) | Словаччина | вільна боротьба, до 65 кг | 22     |
| Олімпійський кваліфікаційний турнір з боротьби 2016 (Стамбул)    | Словаччина | вільна боротьба, до 65 кг | 17     |
| Київський Міжнародний турнір з боротьби 2017                     | Словаччина | вільна боротьба, до 65 кг | 12     |
| Меморіал Вацлава Циолковського 2017                              | Словаччина | вільна боротьба, до 61 кг | 14     |
| Київський Міжнародний турнір з боротьби 2018                     | Словаччина | вільна боротьба, до 65 кг | 10     |
| Турнір Дана Колова — Николи Петрова 2018                         | Словаччина | вільна боротьба, до 65 кг | 9      |

### Виступи на змаганнях молодших вікових груп
| Змагання                                       | Збірна  | Вагова категорія          | Місце  |
| ---------------------------------------------- | ------- | ------------------------- | ------ |
| Чемпіонат Європи з боротьби серед кадетів 2006 | Україна | вільна боротьба, до 46 кг | Срібло |
| Чемпіонат Європи з боротьби серед юніорів 2007 | Україна | вільна боротьба, до 50 кг | 10     |